# دیدارهای فوتبال ایران و سوریه
تیم ملی ایران و تیم ملی سوریه تاکنون ۳۱ بار در مقابل یکدیگر قرار گرفته‌اند. حاصل این بازیها، ۱۸ پیروزی برای ایران، ۱ پیروزی برای سوریه و ۱۲ تساوی بوده‌است
در این بازیها جمعاً ۶۷ گل به ثمر رسیده‌است که سهم ایران ۵۱ گل و سهم سوریه ۱۶ گل می‌باشد (همچنین یک بازی برگزار نشده بین دو تیم با نتیجه فنی ۲ بر صفر به سود ایران اعلام شده است)
یکبار در بازیهای فوتبال غرب آسیا ۲۰۰۲ تکلیف برنده در ضربات پنالتی مشخص شده که تیم ایران برنده ضربات پنالتی بوده‌است
در سال ۱۳۵۶ تیم سوریه در بازی برگشت مقدماتی جام جهانی ۱۹۷۸ حاضر به بازی در ایران نشد و بازی دو بر صفر به سود ایران اعلام شد
این دو تیم در بازی‌های کشورهای غرب آسیا (که مسابقاتی متفاوت با رقابت‌های قهرمانی غرب آسیا بود) نیز مقابل هم قرار گرفته‌اند که بازی با تساوی ۱–۱ همراه بود اما چون این بازی‌ها با حضور تیم‌های اصلی کشورها برگزار نمی گردید جزء آمار دیدارهای به رسمیت شناخته شده از سوی فیفا به حساب نمی آید و بنابراین در این نوشتار نیز قید نشده است.
اللهیار صیادمنش با گلزنی در بازی شماره ۲۷ در برابر سوریه که در تاریخ شانزدهم خرداد ۱۳۹۸ برگزار شد با ۱۷ سال و ۱ ماه و ۷ روز به جوانترین گلزن تاریخ تیم ملی ایران بدل گشت

## نخستین بازی
نخستین بازی بین این دو تیم در تاریخ ۱۸ اردیبهشت ۱۳۵۲ از سری مسابقات مقدماتی جام جهانی ۱۹۷۴ برگزار شد که با برد ۱ بر ۰ تیم ملی ایران به پایان رسید

## بهترین برد
بهترین برد تیم ملی ایران در برابر تیم ملی سوریه کسب نتیجه ۷ بر ۱ می‌باشد که در بازی‌های فوتبال غرب آسیا ۲۰۰۴ به دست آمده‌است
بهترین و تنها برد تیم ملی سوریه در برابر ایران کسب نتیجه ۱ بر ۰ می‌باشد که در سال ۱۳۵۲ به دست آمده‌است

## فاصله بین بردها
بیشترین فاصله‌ای که بین دو برد تیم ملی ایران افتاده‌است ۳ بازی می‌باشد (هر سه بازی مساوی).
تیم ملی ایران تجربه کسب برد در چهار بازی متوالی در برابر تیم ملی سوریه را دارد.

## بررسی کلی بازی‌ها
| بردهای ایران | ۱۸ بازی |             | گل‌های ایران | ۵۱ گل                            |         | بازی‌های برگزار شده در ایران | ۱۵ بازی |
| مساوی        | ۱۲ بازی | گل‌های سوریه | ۱۶ گل       | بازی‌های برگزار شده در کشور بی‌طرف | ۹ بازی  |                             |         |
| بردهای سوریه | ۱ بازی  |             |             | بازی‌های برگزار شده در سوریه      | ۷ بازی  |                             |         |
| مجموع بازی‌ها | ۳۱ بازی | مجموع گل‌ها  | ۶۷ گل       | مجموع بازی‌ها                     | ۳۱ بازی |                             |         |

## عنوان بازی‌ها
| #   | عنوان بازی              | تعداد بازی | برد ایران | برد سوریه | مساوی |
| --- | ----------------------- | ---------- | --------- | --------- | ----- |
| ۱   | مقدماتی جام جهانی       | ۱۴         | ۷         | ۱         | ۶     |
| ۲   | مقدماتی جام ملت‌های آسیا | ۷          | ۴         | ۰         | ۳     |
| ۳   | قهرمانی غرب آسیا        | ۶          | ۵         | ۰         | ۱     |
| ۵   | دوستانه                 | ۲          | ۲         | ۰         | ۰     |
| ۴   | جام ملت‌های آسیا         | ۲          | ۰         | ۰         | ۲     |
| جمع | جمع                     | ۳۱         | ۱۸        | ۱         | ۱۲    |

## میزبان و میهمان
| بازی‌هایی که در ایران برگزار شده‌است       | بازی‌هایی که در ایران برگزار شده‌است | بازی‌هایی که در ایران برگزار شده‌است | بازی‌هایی که در ایران برگزار شده‌است |
| تیم                                      | برد                                | مساوی                              | باخت                               |
| ---------------------------------------- | ---------------------------------- | ---------------------------------- | ---------------------------------- |
| ایران                                    | ۸                                  | ۶                                  | ۱                                  |
| سوریه                                    | ۱                                  | ۶                                  | ۸                                  |
| بازی‌هایی که در سوریه برگزار شده‌است       |                                    |                                    |                                    |
| تیم                                      | برد                                | مساوی                              | باخت                               |
| ایران                                    | ۵                                  | ۲                                  | ۰                                  |
| سوریه                                    | ۰                                  | ۲                                  | ۵                                  |
| بازی‌هایی که در کشوری بی‌طرف برگزار شده‌است |                                    |                                    |                                    |
| تیم                                      | برد                                | مساوی                              | باخت                               |
| ایران                                    | ۵                                  | ۴                                  | ۰                                  |
| سوریه                                    | ۰                                  | ۴                                  | ۵                                  |

## فهرست کلی بازی‌ها
| #  | تاریخ      | نتیجه بازی              | ورزشگاه / شهر                       | عنوان بازی‌ها                 | گلزنان                                                                                          |
| -- | ---------- | ----------------------- | ----------------------------------- | ---------------------------- | ----------------------------------------------------------------------------------------------- |
| ۳۱ | ۱۴۰۲/۱۱/۱۱ | ایران ۱(۵) - (۳)۱ سوریه | ورزشگاه عبدالله بن خلیفه، دوحه      | جام ملت‌های آسیا ۲۰۲۳         | طارمی (۳۴ -پ)*** خربین (۶۴-پ)                                                                   |
| ۳۰ | ۱۴۰۰/۰۸/۲۵ | ایران ۳–۰ سوریه         | ورزشگاه ملک عبدالله دوم، امان       | مقدماتی جام جهانی ۲۰۲۲       | آزمون (۳۳) - حاج‌صفی (۴۲-پنالتی) - قلی‌زاده (۸۹)                                                  |
| ۲۹ | ۱۴۰۰/۰۶/۱۱ | ایران ۱–۰ سوریه         | ورزشگاه آزادی، تهران                | مقدماتی جام جهانی ۲۰۲۲       | جهانبخش (۵۶)                                                                                    |
| ۲۸ | ۱۴۰۰/۰۱/۱۰ | ایران ۳–۰ سوریه         | ورزشگاه آزادی، تهران                | دوستانه                      | کنعانی‌زادگان (۲) - آزمون (۳۸) - انصاری‌فرد (۸۱)                                                  |
| ۲۷ | ۱۳۹۸/۰۳/۱۶ | ایران ۵–۰ سوریه         | ورزشگاه آزادی، تهران                | دوستانه                      | طارمی (۳۷، ۵۷ و ۷۷) - جهانبخش (۳۰) - صیادمنش (۸۹)                                               |
| ۲۶ | ۱۳۹۶/۰۶/۱۴ | ایران ۲–۲ سوریه         | ورزشگاه آزادی، تهران                | مقدماتی جام جهانی ۲۰۱۸       | آزمون (۴۵ و ۶۴) ** حاج محمد (۱۳) – السوما (۳+۹۰)                                                |
| ۲۵ | ۱۳۹۵/۰۸/۲۵ | ایران ۰–۰ سوریه         | ورزشگاه توانکو عبدالرحمن، سرمبان    | مقدماتی جام جهانی ۲۰۱۸       | [ ۸ ]                                                                                           |
| ۲۴ | ۱۳۸۷/۰۵/۲۳ | ایران ۲–۰ سوریه         | ورزشگاه تختی، تهران                 | فوتبال غرب آسیا ۲۰۰۸         | رحمتی (۶-پ) – رضایی (۵۲)                                                                        |
| ۲۳ | ۱۳۸۷/۰۳/۲۵ | سوریه ۰–۲ ایران         | ورزشگاه عباسیون، دمشق               | مقدماتی جام جهانی ۲۰۱۰       | رضایی (۶۵) – خلیلی (۹۲)                                                                         |
| ۲۲ | ۱۳۸۶/۱۱/۱۷ | ایران ۰–۰ سوریه         | ورزشگاه آزادی، تهران                | مقدماتی جام جهانی ۲۰۱۰       | [ ۱۱ ]                                                                                          |
| ۲۱ | ۱۳۸۵/۰۶/۱۵ | سوریه ۰–۲ ایران         | ورزشگاه عباسیون، دمشق               | مقدماتی جام ملت‌های آسیا ۲۰۰۷ | نصرتی (۲۷) – نکونام (۵۵)                                                                        |
| ۲۰ | ۱۳۸۵/۰۵/۲۵ | ایران ۱–۱ سوریه         | ورزشگاه آزادی، تهران                | مقدماتی جام ملت‌های آسیا ۲۰۰۷ | نکونام (۷۱) ** شعبو (۸۸)                                                                        |
| ۱۹ | ۱۳۸۳/۰۴/۰۵ | ایران ۴–۱ سوریه         | ورزشگاه آزادی، تهران                | فوتبال غرب آسیا ۲۰۰۴         | کریمی (۳۴) – دایی (۵۹) – برهانی (۶۹) نکونام (۷۵) ** نافی (۳)                                    |
| ۱۸ | ۱۳۸۳/۰۴/۰۱ | ایران ۷–۱ سوریه         | ورزشگاه آزادی، تهران                | فوتبال غرب آسیا ۲۰۰۴         | دایی (۲۹) – واحدی نیکبخت (۳۰) – نصرتی (۴۵) برهانی (۵۵ و ۸۶) – کریمی (۸۷) – مجیدی (۸۹) سعید (۸۰) |
| ۱۷ | ۱۳۸۱/۰۶/۱۶ | سوریه ۲(۲) - (۴)۲ ایران | ورزشگاه عباسیون، دمشق               | فوتبال غرب آسیا ۲۰۰۲         | کاملی‌مفرد (۵۸) – واحدی نیکبخت (۸۸) ساری (۱۶ و ۸۹)                                               |
| ۱۶ | ۱۳۷۹/۰۳/۱۳ | ایران ۱–۰ سوریه         | ورزشگاه ملک عبدالله دوم، امان       | فوتبال غرب آسیا ۲۰۰۰         | بختیاری‌زاده (۳۷)                                                                                |
| ۱۵ | ۱۳۷۹/۰۳/۰۸ | ایران ۱–۰ سوریه         | ورزشگاه ملک عبدالله دوم، امان       | فوتبال غرب آسیا ۲۰۰۰         | کریمی (۵۶-پ)                                                                                    |
| ۱۴ | ۱۳۷۹/۰۱/۲۳ | ایران ۱–۱ سوریه         | ورزشگاه آزادی، تهران                | مقدماتی جام ملت‌های آسیا ۲۰۰۰ | هاشمی‌نسب (۳۸) **سعید (۱۷)                                                                       |
| ۱۳ | ۱۳۷۹/۰۱/۱۴ | سوریه ۰–۱ ایران         | ورزشگاه عباسیون، دمشق               | مقدماتی جام ملت‌های آسیا ۲۰۰۰ | دایی (۵۸)                                                                                       |
| ۱۲ | ۱۳۷۶/۰۳/۲۳ | ایران ۲–۲ سوریه         | ورزشگاه آزادی، تهران                | مقدماتی جام جهانی ۱۹۹۸       | شاهرودی (۱۰) – منصوریان (۳۰) البوشی (۱۱) – بایزید (۳۹)                                          |
| ۱۱ | ۱۳۷۶/۰۳/۱۶ | سوریه ۰–۱ ایران         | ورزشگاه عباسیون، دمشق               | مقدماتی جام جهانی ۱۹۹۸       | دایی (۶۵)                                                                                       |
| ۱۰ | ۱۳۷۲/۰۴/۱۵ | ایران ۱–۱ سوریه         | ورزشگاه عباسیون، دمشق               | مقدماتی جام جهانی ۱۹۹۴       | درخشان (۱۵) ** خدیر (۸۹-پ)                                                                      |
| ۹  | ۱۳۷۲/۰۴/۰۶ | ایران ۱–۱ سوریه         | ورزشگاه آزادی، تهران                | مقدماتی جام جهانی ۱۹۹۴       | مدیرروستا (۶۳) ** هیلو (۸۲)                                                                     |
| ۸  | ۱۳۶۷/۰۳/۰۸ | ایران ۱–۱ سوریه         | ورزشگاه داسارات رانگاسالا، کاتماندو | مقدماتی جام ملت‌های آسیا ۱۹۸۸ | باوی (۷۳) ** محمد (۱۳)                                                                          |
| ۷  | ۱۳۶۳/۰۵/۲۷ | ایران ۱–۰ سوریه         | سینایان، جاکارتا                    | مقدماتی جام ملت‌های آسیا ۱۹۸۴ | علیدوستی (۱۳)                                                                                   |
| ۶  | ۱۳۶۳/۰۵/۱۸ | ایران ۳–۱ سوریه         | ورزشگاه سریوداری، سوراکارتا         | مقدماتی جام ملت‌های آسیا ۱۹۸۴ | علیدوستی (۳ و ۷۶-پ) – محمدخانی (۶۷) شیخ حسن (۴)                                                 |
| ۵  | ۱۳۵۹/۰۶/۲۶ | ایران ۰–۰ سوریه         | ورزشگاه صباح السالم، کویت           | جام ملت‌های آسیا ۱۹۸۰         | [ ۳۰ ]                                                                                          |
| ۴  | ۱۳۵۶/۰۱/۱۵ | ایران ۲–۰ سوریه         | ورزشگاه تاجگذاری، شیراز             | مقدماتی جام جهانی ۱۹۷۸       | سوریه در مسابقه حاضر نشد و طبق قانون دو بر هیچ بازنده شد                                        |
| ۳  | ۱۳۵۵/۱۱/۸  | سوریه ۰–۱ ایران         | ورزشگاه عباسیون، دمشق               | مقدماتی جام جهانی ۱۹۷۸       | پروین (۳۶)                                                                                      |
| ۲  | ۱۳۵۲/۰۲/۲۵ | ایران ۰–۱ سوریه         | ورزشگاه امجدیه، تهران               | مقدماتی جام جهانی ۱۹۷۴       | تاتیش (۱۲)                                                                                      |
| ۱  | ۱۳۵۲/۰۲/۱۸ | ایران ۱–۰ سوریه         | ورزشگاه امجدیه، تهران               | مقدماتی جام جهانی ۱۹۷۴       | کارگرجم (۸۳)                                                                                    |

## گلزنان
کلا ۳۰ بازیکن ایرانی با پیراهن تیم ملی ایران موفق به زدن گل به تیم ملی سوریه شده‌اند که علی دایی و سردار آزمون و مهدی طارمی  با زدن ۴ گل بهترین گلزن ایران در تاریخ جدالهایش با تیم ملی سوریه است
برای تیم ملی سوریه نیز ۱۴ بازیکن مختلف در برابر تیم ملی ایران گلزنی کرده‌اند که در این بین دو بازیکن دو گله دیده می‌شود

### گلزنان ایران
- ۴ گل: سردار آزمون – علی دایی – مهدی طارمی
- ۳ گل: جواد نکونام – آرش برهانی – علی کریمی – حمید علیدوستی
- ۲ گل: علیرضا جهانبخش – غلامرضا رضایی – علیرضا واحدی نیکبخت – محمد نصرتی
- ۱ گل: علی قلی‌زاده – احسان حاج‌صفی – کریم انصاری فرد – محمدحسین کنعانی‌زادگان – اللهیار صیادمنش – کیانوش رحمتی – محسن خلیلی – فرهاد مجیدی – جلال کاملی‌مفرد – سهراب بختیاری‌زاده – مهدی هاشمی‌نسب – رضا شاهرودی – علیرضا منصوریان – حمید درخشان – علی‌اصغر مدیرروستا – کریم باوی – ناصر محمدخانی – علی پروین – اکبر کارگرجم

### گلزنان سوریه
- ۲ گل: اَنَس ساری – ماهر سعید
- ۱ گل: عمر السوما – تامر حاج محمد – زیاد شعبو – رِجا نافی – سعید بایزید – نهاد البوشی – محمد مصطفی خدیر – عبداللطیف هیلو – سیفلان محمد – مروان شیخ حسن – عبدالغنی تاتیش – عمر خربین